# 清凉寺 (平遥)
清凉寺，位于山西平遥县卜宜乡永城村，是汉传佛教寺院，第六批全国重点文物保护单位。

## 简介
该寺建于元朝至正二年（1342年）（光绪八年《平遥县志》记载：“清凉寺，元至正二年建”）。明朝、清朝均有修葺。该寺坐北朝南，两进院，中轴线上现存建筑有山门、中殿、七佛殿，两侧有东西配殿及东西廊房等。七佛殿是正殿，位于后院北端，面阔五间，进深六椽，单檐悬山顶，斗栱五铺作双下昂，殿内砌有倒“凹”字形佛台，佛台上的7尊坐像的通高将近3米，背光金碧辉煌，为明代彩塑。
1970年代，全国首次文物普查后，清凉寺被公布为平遥县文物保护单位。2006年，清凉寺被国务院公布为第六批全国重点文物保护单位。
清凉寺原先由所在地村民委员会和平遥县文物管理所（现为平遥县文物局）共同派人看管，但在数年内，寺内一通北魏石碑及三尊胁侍菩萨像先后被盗。平遥县文物局经与村民委员会协商后，将管理权收回，随后在2003年派文保员雷思凤进驻清凉寺。在艰苦的条件下，雷思凤和妻子、孩子一起居住在清凉寺内的窑洞里，截至2017年已连续14年确保清凉寺没有发生一起安全事故。2017年4月，雷思凤一家驻守清凉寺14年的事迹经澎湃新闻报道后，迅速引发舆论关注，《人民日报》、新华社、黄河电视台等媒体纷纷报道，中共晋中市委宣传部部长任秀红等人不久便到清凉寺慰问，中共晋中市委宣传部随后发出通知，决定在晋中市宣传思想文化战线开展向雷思凤同志学习的活动。2016年3月，经国家文物局批准，清凉寺迎来中华人民共和国成立以来第一次整体修缮，修缮方案由山西省古建筑保护研究所编制，工期18个月。
约在2008年，曾有位台湾人拿着被盗的三尊胁侍菩萨像照片找到清凉寺，并称自己想从一位收藏家那里回购这三尊胁侍菩萨像，捐还清凉寺，平遥县文物局为此曾到台湾接洽，然而那位收藏家最终决定不出售。